# Toquinho & Vinícius
Toquinho e Vinícius è un album di Toquinho e Vinícius de Moraes, pubblicato dalla RGE nel 1971.

## Tracce
- Tutti i brani sono stati composti da Toquinho e Vinícius, eccetto il brano B2.

Lato A
1. Essa Menina
2. Maria vai com as outras
3. Testamento
4. O poeta aprendiz,
5. Eu Não Tenho Nada A Ver Com Isso ,
6. A Terra Prometida -

Lato B
1. Sei lá... a vida tem sempre razão
2. O velho e a flor  , Toquinho, Luis Bacalov, Vinícius de Moraes -
3. O Canto de Oxum   -
4. A rosa desfolhada
5. Morena flor
6. A lor da noite
7. Blues Para Emmett

## Formazione
- Toquinho - voce, chitarra. pianoforte, arrangiamento
- Vinícius de Moraes - voce